# آشانتی (فیلم ۱۹۸۲)
آشانتی (به انگلیسی: Ashanti) فیلمی هندی محصول سال ۱۹۸۲ و به کارگردانی اومش مهرا است. در این فیلم بازیگرانی همچون راجش خانا، میتون چاکرابورتی، زینت امان، پروین بابی، شبانه اعظمی، جیوان، آمریش پوری، نادره و ساتین کاپو ایفای نقش کرده‌اند.